# Unterhachinger Straße
Die Unterhachinger Straße ist eine Innerorts- und Ein- und Ausfallstraße im Stadtbezirk Ramersdorf-Perlach (Nr. 16) von München.

## Verlauf
Die Straße beginnt an der Ottobrunner Straße in Altperlach, die bis dahin einen Teil der Staatsstraße 2368 bildet, und setzt die Staatsstraße nach Süden fort, kreuzt die Hochäckerstraße und führt östlich am Neuen Südfriedhof vorbei. Sie kreuzt dann die Fasangartenstraße, quert niveaugleich die Trasse der Bahnstrecke München-Giesing–Kreuzstraße (heute S-Bahn-Linie 7), setzt sich nach Süden fort und geht an der Stadtgrenze in die Unterhachinger Straße in Neubiberg (Ortsteil Unterbiberg) über, von der aus über einen kurzen Abzweig nach Westen die Anschlussstelle 92b Neubiberg der Bundesautobahn 8 erreicht wird. Nach Querung der Autobahn auf einer Überführung erreicht die Straße sodann das Gebiet der Gemeinde Unterhaching und trägt von da an die Bezeichnung Biberger Straße.

## Namensgeber
Die Straße ist nach der Gemeinde und Pfarrdorf Unterhaching benannt, nach der sie am Neubiberger Ortsteil Unterbiberg vorbei führt.

## Charakteristik
Die durchgehend zweistreifige Straße ist auf ihrer Ostseite dicht bebaut. Westlich liegen der Neue Südfriedhof, südlich der Fasangartenstraße die Gebäude der Forschungsbrauerei München und ansonsten überwiegend freies Feld bis zur Autobahn A 8.

## Markante Gebäude
- Forschungsbrauerei München, Nr. 76